# Headlights (песня Alok и Алана Уокера)
«Headlights» — песня бразильского диджея Alok и британско-норвежского музыкального продюсера и диджея Алана Уокера при участии французской певицы Киддо-Анны Шалон, выпущенная 18 февраля 2022 года лейблом Controversia.

## Предыстория
Alok заявил: «Я очень рад сотрудничать с Аланом в нашем первом оригинальном сотрудничестве, и на этот раз на моём импринте Controversia это кажется ещё более особенным! Мы работали вместе, чтобы привнести наши фирменные звуки нашим поклонникам, и наличие уникального вокала KIDDO добавило что-то такое отличительное и свежее».
Уокер сказал: «Это первый раз, когда я работаю над проектом с Alok, и я не могу быть счастливее, сотрудничая. Возможность создавать музыку с другими диджеями и талантливыми певцами, такими как Kiddo, чей уникальный голос идеально подходит этой композиции, всегда приятна. Это был действительно весёлый процесс объединения наших стилей в эту песню, и я не могу дождаться, чтобы продолжить эксперименты!»

## Отзывы критиков
Ник из EDM Sauce говорит: «Дворцовый вступительный бит очаровывает своей синтезаторной мелодией, затем привлекают внимание барабаны в стиле воинственности, пульсирующий темп толкает слушателя вперёд, а далеко идущий, глубокий вокальный тон KIDDO добавляет богатство и сложную ловкость. Присутствие каждого артиста добавляет богатства и сложной ловкости, создавая потрясающее производство, которое развивается с каждым прослушиванием.
Джейк Уильямс написал EDM Honey говорит: «Эта композиция — глоток свежего воздуха, сочетающий уникальные звуки Alok и Алана Уокера. Оба известны как мелодические мастера, и это ещё более очевидно в этой композиции, которая ещё больше повышается вокалом Kiddo. Весёлая и свежая песня наполнена ударом своей энергией и шипящими синтезаторами, создавая идеальный гимн для вечеринок в целом».
Але Манчинелли из EDM Lab говорит: «Результат — настоящий 50-50. На самом деле, поэтические синтезаторные линии англо-норвежца и бас Alok находятся в идеальной гармонии. Становится лучше с добавлением вокалистов, таких как Swede Kiddoъ

## Чарты
| Чарт (2022)                               | Высшая позиция |
| ----------------------------------------- | -------------- |
| Norway (VG-lista)                         | 15             |
| Sweden Heatseeker (Sverigetopplistan)     | 59             |
| Turkey (Radiomonitor Türkiye)             | 4              |
| US Hot Dance/Electronic Songs (Billboard) | 23             |

## Сертификации
| Регион                                                                      | Сертификация | Продажи |
| --------------------------------------------------------------------------- | ------------ | ------- |
| Бразилия (ABPD)                                                             | Золотой      | 20 000  |
| Польша (ZPAV)                                                               | Золотой      | 25 000  |
| Данные о продажах + прослушиваниях приведены только на основе сертификации. |              |         |